# جون إس. واتسون (رجل أعمال)
جون إس. واتسون (بالإنجليزية: John Watson)‏ هو شخصية أعمال ورائد أعمال أمريكي، ولد في 1 أكتوبر 1956 في كاليفورنيا في الولايات المتحدة.

## وصلات خارجية
- جون إس. واتسون على موقع مونزينجر (الألمانية)
- جون إس. واتسون على موقع إن إن دي بي (الإنجليزية)